# Cortes de Pallás (kommun)
Cortes de Pallás är en kommun i Spanien.   Den ligger i provinsen Província de València och regionen Valencia, i den östra delen av landet, 270 km sydost om huvudstaden Madrid. Antalet invånare är 1 000.